# Matt Kuchar
Matthew Gregory "Matt" Kuchar (født 21. juni 1978 i Winter Park, Florida, USA) er en amerikansk golfspiller, der (pr. oktober 2010) står noteret for tre PGA Tour-sejre gennem sin professionelle karriere. Hans bedste resultat i en Major-turnering er en 6. plads, som han opnåede ved US Open i 2010.
Kuchar repræsenterede i 2010 det amerikanske hold ved Ryder Cuppen.

## PGA Tour-sejre
- 2002: Honda Classic
- 2009: Turning Stone Resort Championship
- 2010: The Barclays